# Zentralstelle für Agrardokumentation und -information
Die Zentralstelle für Agrardokumentation und -information (ZADI) war bis zu ihrer Auflösung am 31. Mai 2007 die Wissens- und Technologietransfereinrichtung des Bundesministeriums für Ernährung, Landwirtschaft und Verbraucherschutz (BMELV) mit Sitz in Bonn. Die ZADI war, obwohl selbst keine Forschungseinrichtung, Mitglied der Arbeitsgemeinschaft der Ressortforschungseinrichtungen. Von 1989 bis 1996 leitete Anton Mangstl die Zentralstelle, sein Nachfolger und letzter Direktor war Jan Mark Pohlmann.
Mit Wirkung vom 1. Juni 2007 wurde die ZADI als eigenständige Behörde aufgelöst und in die Bundesanstalt für Landwirtschaft und Ernährung (BLE) als neue Gruppe 42 unter Fortführung der alten Aufgaben eingegliedert.

## Abteilungen
Die ZADI bestand aus den drei Fachabteilungen
- Informationszentrum Verbraucherschutz und Ernährung (IVE)
- Informationszentrum Landwirtschaft und Forsten (ILF)
- Informations- und Koordinationszentrum für Biologische Vielfalt (IBV) (bereits im Januar 2006 in die BLE als neues Referat 513 unter Fortführung der alten Aufgaben eingegliedert).

sowie zwei Leitungsstäben und einer Verwaltungsabteilung
- Leitungsstab Informationstechnik und der
- Leitungsstab Presse und Information
- Verwaltung